# Caonillas Abajo (Utuado)
Caonillas Abajo es un barrio ubicado en el municipio de Utuado en el estado libre asociado de Puerto Rico. En el Censo de 2020 tenía una población de 0 habitantes y una densidad poblacional de 1 persona por km².

## Geografía
Caonillas Abajo se encuentra ubicado en las coordenadas 18°16′41″N 66°38′19″O / 18.27806, -66.63861. Según la Oficina del Censo de los Estados Unidos, Caonillas Abajo tiene una superficie total de 13.82 km², de la cual 12.35 km² corresponden a tierra firme y (10.65%) 1.47 km² es agua.

## Demografía
Según el censo de 2010, había 965 personas residiendo en Caonillas Abajo. La densidad de población era de 69,84 hab./km². De los 965 habitantes, Caonillas Abajo estaba compuesto por el 90.98% blancos, el 3.01% eran afroamericanos, el 0.62% eran amerindios, el 4.35% eran de otras razas y el 1.04% pertenecían a dos o más razas. Del total de la población el 99.07% eran hispanos o latinos de cualquier raza.